# Boureima Ouattara
Boureima Ouattara (ur. 13 stycznia 1984) – burkiński piłkarz grający na pozycji obrońcy. 8 razy zagrał w reprezentacji Burkiny Faso.

## Kariera klubowa
Karierę piłkarską Ouattara rozpoczął w klubie ASF Bobo-Dioulasso. W jego barwach zadebiutował w 2001 roku w pierwszej lidze burkińskiej. Grał w nim do 2003 roku.
W 2003 roku Ouattara odszedł do norweskiego klubu Strømsgodset IF. Do 2006 roku grał w tym klubie w norweskiej drugiej lidze. W sezonie 2006/2007 ponownie grał w rodzimym ASF Bobo Dioulasso, a w 2007 roku przeszedł do francuskiego CA Bastia, w którym grał przez sezon.

## Kariera reprezentacyjna
W reprezentacji Burkiny Faso Ouattara zadebiutował w 2001 roku. W 2002 roku był powołany do kadry na Puchar Narodów Afryki 2002. Na nim rozegrał 2 mecze: z Republiką Południowej Afryki (0:0) i z Marokiem (1:2). W kadrze narodowej grał do 2005 roku.
W 2003 roku Ouattara wystąpił z kadrą U-20 w Mistrzostwach Świata U-23.